# باستا الدجاج
باستا الدجاج هو طبق معكرونة لذيذ وسهل التحضير، يتكوّن عادةً من المعكرونة والدجاج والبصل والفلفل والكاتشاب ومرقة الدجاج والزيت والخل والفلفل الأحمر الحار والملح.
تحتوي وجبة باستا الدجاج (250غ تقريبًا) على المعلومات الغذائية التالية:
- السعرات الحرارية: 239
- الدهون: 3
- الدهون المشبعة: 1
- الكوليسترول: 103
- الكاربوهيدرات: 10
- البروتينات: 43

## وصلات خارجية
وصفة باستا الدجاج مع معلوماتها الغذائية